# Andy Jassy
Andrew R. Jassy (Scarsdale, Nueva York, 13 de enero de 1968) es un empresario estadounidense y director ejecutivo de Amazon, ejerciendo como sucesor del fundador de la compañía, Jeff Bezos, desde julio de 2021.
Jassy es también uno de los propietarios minoritarios del Seattle Kraken de la National Hockey League, y el presidente de Rainier Prep, una escuela autónoma en Seattle.

## Biografía
Jassy es hijo de Margery y Everett L. Jassy de Scarsdale, Nueva York. Es judío de ascendencia húngara. Su padre era socio principal de la firma de abogados corporativos Dewey Ballantine en Nueva York y presidente del comité de administración de la firma. Jassy creció en Scarsdale y asistió a la escuela secundaria Scarsdale High School.

## Carrera
Trabajó como gerente de proyectos para una empresa de artículos de colección llamada MBI. Luego, junto a un colega de MBI, comenzó una empresa y la cerraron.
Se unió a Amazon en 1997, con varios otros colegas de Harvard. Sus primeros cargos incluyeron gerente de marketing. En 2003, a él y Jeff Bezos se les ocurrió la idea de crear la plataforma de computación en la nube que más tarde se conocería como Amazon Web Services (AWS), y se lanzaría en 2006. Jassy dirigió AWS y su equipo de 57 personas.  En abril de 2016, fue ascendido de vicepresidente senior a CEO de AWS.
En 2016, Jassy ganó 36,6 millones de dólares. En 2020, por su trabajo como CEO de AWS, ganó una compensación de $175.000, más una adjudicación de 4.023 acciones (con un valor de $12.104.844,93 al 26 de julio de 2020) de Amazon con consolidación a partir de 2023. También recibió una adjudicación en abril de 2018 por 10.000 acciones (con un valor de $30.089.100 al 26 de julio de 2020), que se otorgan 37.5% en 2021, 12.5% en 2022, 37.5% en 2023 y 12.5% en 2024. En 2022 fue el tercer CEO de compañías tecnológicas mejor remunerado, con un salario de $213 millones.
En abril de 2017, Jassy criticó a la empresa rival Oracle, alegando que "ha sido un lugar solitario para los clientes" debido a sus altos precios y la dependencia de los proveedores.
El 2 de febrero de 2021, se anunció que Jassy reemplazaría a Jeff Bezos como director ejecutivo de Amazon en algún momento del tercer trimestre de 2021, pasando Bezos a ser presidente ejecutivo. Finalmente, el traspaso del cargo tuvo lugar el 5 de julio de 2021.

## Vida personal

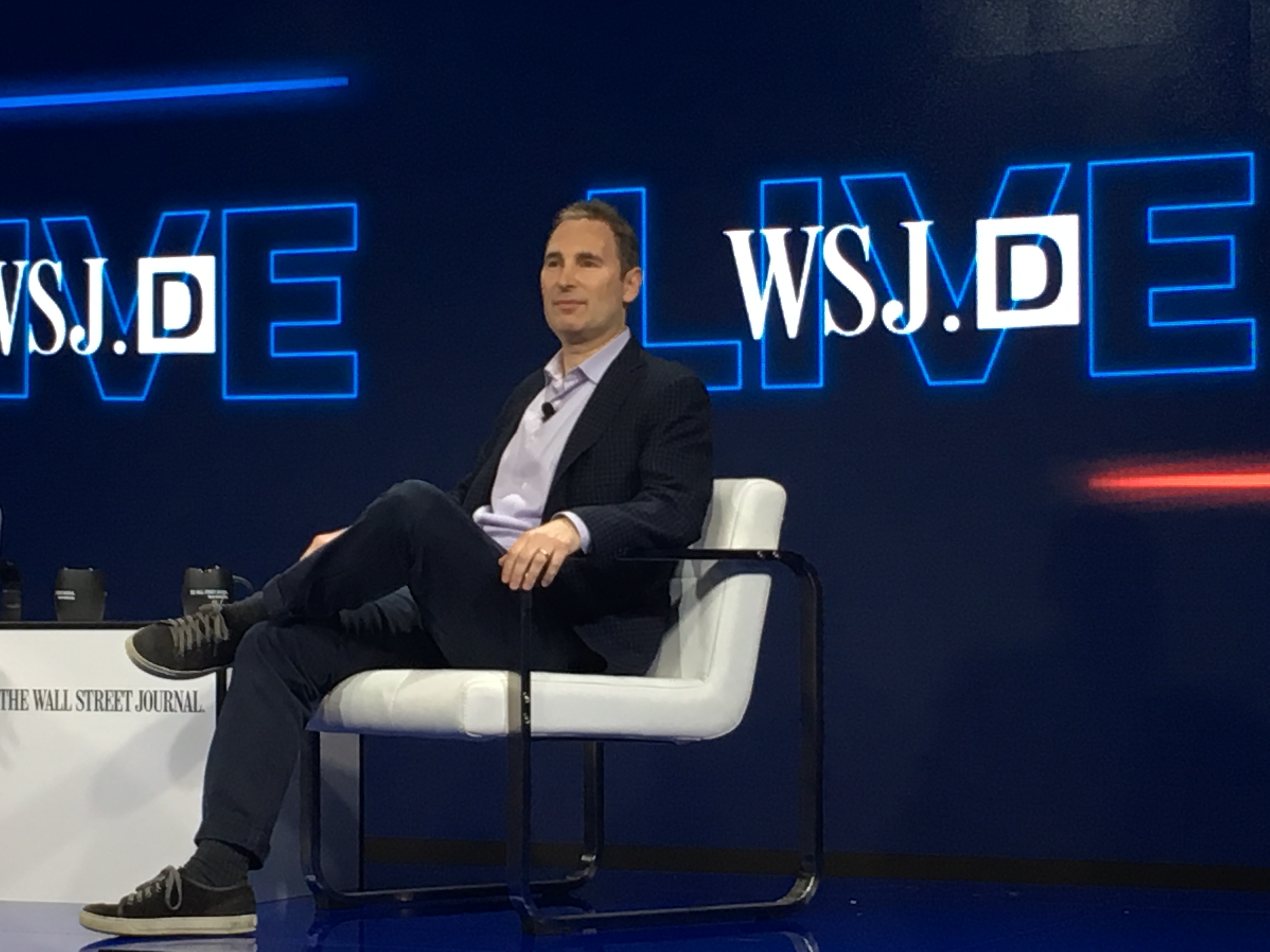
Andy Jassy, director ejecutivo de Amazon Web Services.

En 1997, Jassy se casó con Elana Rochelle Caplan, diseñadora de modas de la compañía Eddie Bauer. Su boda fue oficiada por el rabino James Brandt de Nueva York, primo de Elana. Ambos padres eran socios principales del bufete de abogados Dewey Ballantine. Tienen dos hijos.
Viven en el vecindario Capitol Hill de Seattle, en una casa de 929 metros cuadrados comprada en 2009 por $3,1 millones de dólares. En octubre de 2020, Jassy se compró una casa de $6,7 millones de dólares, de 511 metros cuadrados en Santa Mónica, California.